# ESPNU
ESPNU es un canal de televisión de deportes digital por cable y satélite multinacional estadounidense propiedad de ESPN Inc., una empresa conjunta entre la división Disney Media Networks de The Walt Disney Company (que posee una participación de control del 80%) y Hearst Communications (que posee el resto 20%). El canal se dedica principalmente a la cobertura del atletismo universitario y también se utiliza como medio adicional para la programación general de ESPN. ESPNU tiene su sede junto con sus cadenas hermanas en la sede de ESPN en Bristol, Connecticut
A partir de noviembre de 2021, ESPNU llega a aproximadamente 51 millones de hogares con televisión en los Estados Unidos, una caída del 24% desde hace casi una década.

## Historia
La red se lanzó el 4 de marzo de 2005 y su primera transmisión se originó en el sitio de Gallagher-Iba Arena en el campus de la Universidad Estatal de Oklahoma en Stillwater, Oklahoma. El primer evento en vivo de la red fue un juego de semifinales del torneo de baloncesto masculino de la Conferencia del Valle de Ohio entre la Universidad Estatal del Sureste de Missouri y la Universidad del Este de Kentucky. La red se lanzó como respuesta a su rival College Sports Television (CSTV) (ahora CBS Sports Network). ESPN también estaba siendo investigado por el Departamento de Justicia de los Estados Unidos sobre alegaciones de "almacenamiento" de eventos deportivos universitarios de ciertas conferencias, o firmar un acuerdo con una conferencia para todos sus juegos, pero solo televisar un pequeño número y no permitir que la conferencia haga otros arreglos para transmisiones de televisión.
ESPN y XOS Technologies se asociaron para sitios web de atletismo universitario para competir directamente con la creciente presencia en Internet de CSTV. El 28 de agosto de 2006, ESPNU lanzó una nueva escisión de SportsCenter que se enfoca completamente en los deportes universitarios. El programa, SportsCenterU, originalmente estaba programado para ser transmitido desde la sede de ESPN en Bristol, Connecticut, sin embargo, ESPN eligió originar el programa desde Charlotte. Mike Hall fue el presentador principal del programa hasta agosto de 2007, cuando se fue a la nueva Big Ten Network. Fue reemplazado por Mike Gleason y Lowell Galindo. Los dos se unen en el plató con comentaristas de colores que varían según la temporada deportiva.
El mismo día del debut de SportsCenterU, ESPNU lanzó el sitio web ESPNU.com. El sitio incluía transmisión en vivo de eventos deportivos universitarios, un reproductor multimedia dedicado a deportes universitarios, podcasts y clips de ESPN Motion de programación de estudio de la cadena de televisión ESPNU.
ESPNU amplió su programación en vivo al waterpolo al transmitir su primer partido de waterpolo entre los equipos femeninos de la Universidad de Princeton y la Universidad de Bucknell el 28 de marzo de 2009, desde DeNunzio Pool en Princeton, Nueva Jersey.
Además de su cobertura de deportes universitarios, ESPNU ha transmitido simultáneamente el programa del mediodía de ESPN Radio en sus ondas desde 2008, con la excepción de un breve período entre 2011 y 2012. El programa que se transmitió durante la mayor parte de ese tiempo fue The Herd con Colin Cowherd, que desde entonces se ha trasladado a Fox Sports Radio y se transmite simultáneamente en Fox Sports 1. Tras la partida de Cowherd y varias semanas de anfitriones invitados que se hicieron cargo del horario, The Dan Le Batard Show with Stugotz se convirtió en el reemplazo permanente de The Herd.
El 26 de abril de 2017, como parte de una serie más grande de recortes en toda la empresa, se anunció que las operaciones del estudio de ESPNU se trasladarían de Charlotte a la sede principal de ESPN en Bristol, Connecticut. Menos de 10 empleados fueron despedidos como parte de los recortes. SEC Network y ESPN Events continúan operando desde Charlotte.
El 8 de agosto de 2017, ESPNU transmitió una maratón de deportes no universitarios menos conocidos y poco convencionales como "ESPN 8: The Ocho", un homenaje a un octavo canal ficticio de ESPN retratado en la película DodgeBall: A True Underdog Story, que se transmitió eventos que eran "casi un deporte". El truco se repitió al año siguiente en ESPN2.
El 31 de agosto de 2017, como parte de una extensión de los acuerdos de ESPN con el servicio, el canal College Sports Nation de Sirius XM se relanzó como ESPNU Radio. El canal transmite transmisiones simultáneas de audio de la programación del estudio de deportes universitarios de ESPN, así como otros programas y cobertura de eventos.

## Acuerdos
El 19 de mayo de 2009, ESPN anunció que había llegado a un acuerdo de transporte con Comcast, que permite al proveedor de cable transmitir ESPNU en un nivel de cable digital ampliamente distribuido, en lugar de un nivel deportivo menos popular. ESPNU se agregó a la mayoría de los sistemas de Comcast a tiempo para el comienzo de la temporada de fútbol americano universitario 2009-10 . Esto puso fin a varios años de negociaciones y una especie de disputa entre Comcast y ESPN por el transporte de ESPNU.
En esa misma fecha, ESPNU llegó a un nuevo acuerdo de transporte con DirecTV, que movió el canal del complemento "Sports Pack" del proveedor de satélite a su paquete básico "Choice" el 1 de julio de 2009, intercambiando canales y paquetes con ESPN Classic. Cablevision agregó ESPNU a sus sistemas el 23 de marzo de 2010.
ESPNU se lleva a cabo en PlayStation Vue y Sling TV.
Fuera de los Estados Unidos, ESPNU estuvo disponible en México en 2017.

### Demanda de Dish Network
El 4 de agosto de 2009, Dish Network demandó a ESPN por US$1 000 000 en una demanda federal, alegando que ESPN incumplió su contrato al no extender los mismos términos de transporte que el programador proporcionó a Comcast y DirecTV para ESPNU y ESPN Classic. La demanda afirma que ESPN violó la cláusula de "Naciones más favorecidas".
Al día siguiente, ESPN anunció que pelearía la demanda y dijo en un comunicado de prensa: "Hemos informado repetidamente a Dish que cumplimos plenamente con nuestro acuerdo y les hemos ofrecido una oportunidad de distribución con respecto a ESPNU y ESPN Classic de acuerdo con el resto de la industria. No renegociaremos los contratos establecidos y defenderemos enérgicamente esta acción legal, cuyo único propósito aparente es obtener un mejor trato".
Dish Network movió el canal de su paquete "Classic Gold 250" a su paquete "Classic Bronze 100" el 30 de septiembre de 2009. Sin embargo, afirmó que la medida no tenía nada que ver con la demanda.

## Derechos de transmisión
ESPNU tiene derechos sobre los eventos deportivos de las siguientes conferencias atléticas universitarias:
- American Athletic Conference
- Atlantic Coast Conference
- Big 12 Conference
- Big Ten Conference
- Ivy League
- Mid-American Conference
- Mid-Eastern Athletic Conference
- Missouri Valley Conference
- Missouri Valley Football Conference
- Pac-12 Conference
- Southeastern Conference
- Southwestern Athletic Conference
- Sun Belt Conference
- Western Athletic Conference
- West Coast Conference

## Lista de programas emitidos por ESPNU

### Actual

#### Estudio
- ESPNU Bracketology (2006–presente)
- ESPNU Coaches Spotlight (2006–presente)
- Give 'N Go (2007–presente)
- Inside the Big East (2006–presente)
- ESPNU Inside the Polls (2005–presente)
- ESPNU Recruiting Insider (2006–presente)
- SportsCenterU (2006–presente)
- College Football Live

### Programas deportivos en vivo
- ESPNU College Baseball (2005–presente) Temporada regular y juegos selectos del Torneo de la NCAA en vivo
- ESPNU College Basketball (2005–presente)
- ESPNU College Football (2005–presente)
- ESPNU College Hockey (2005–presente) Cobertura de los torneos regionales masculinos DI NCAA y el Women's National Collegiate Frozen Four (desde 2021); juegos seleccionados de temporada regular de Big Ten (desde 2013) y Hockey East (a partir de 2022)
- ESPNU College Lacrosse (2005–presente) Incluye el Torneo masculino D1 hasta Semis cuando pasa a ESPN 2.
- ESPNU College Soccer (2005–presente) Semifinales finales masculinas y semifinales y finales femeninas de la NCAA D1, así como juegos seleccionados de la temporada regular masculina y femenina.
- ESPNU College Softball (2005–presente) Temporada regular y juegos selectos del Torneo de la NCAA en vivo
- ESPNU College Volleyball (2005–presente) Juegos femeninos y Beach Volleyball Tournament Day 1
- ESPN Megacast (2006–2007 como ESPN Full Circle, 2015–presente)
- High School Showcase (2005–presente)
- NHL on ESPN (2022–presente) - Transmisiones de playoffs
- NBA on ESPN (2015–2017?) - Transmisiones de playoffs
- NBA G League (2015–presente) Principalmente juegos de playoffs o exhibición de la G League (ya que no se permite que los fanáticos vean en vivo en el estadio)
- International Champions Cup (2018–presente) Cuando hay más de un juego o un juego temprano en la mañana en la hora local de Estados Unidos.
- United Soccer League (2018–presente) una red secundaria para el juego de la semana cuando ESPN2 o ESPNews tienen un evento en vivo al comienzo de los juegos.
- FIL World Lacrosse Championships (2018–presente)
- ESPN Radio TV Broadcasts Sólo cuando ESPNews tenga planeado un evento de "juego" deportivo en vivo que corte la cobertura de la transmisión, será en ESPNU.
- Formula One (2018–presente) Transmisión en vivo de Sky Sports F1 Grand Prix Práctica 2 Cobertura solo mientras ESPN 2 transmite Práctica 1 y sesiones de calificación con ESPNews y carreras principales en ESPN/ABC.
- Juegos Panamericanos (2011, 2015 y 2019) Cobertura en inglés de los juegos cuando ESPN 2 o ESPN tienen otra cobertura deportiva. Solo un bucle de los principales eventos/partidos que se desarrollan en ese momento, sin embargo, cada partido está en español solo en ESPN3.
- Summer of Next (2013–presente) Muestra a los mejores atletas de la escuela secundaria en las semifinales y partidos de campeonato de algunos de los mejores torneos de lacrosse, baloncesto, softbol y béisbol de la escuela secundaria. Termina con los mejores equipos, jugadores y juegos de High School Football en el primer fin de semana de la temporada de High School Football con un evento de tres días en ESPN Networks.
- The Basketball Tournament Los partidos de cuartos de final que ESPN o ESPN2 no pueden mostrar debido a otros deportes.

### Series originales
- Faces of Sports (2005–presente
- Honor Roll (2005–presente)
- The Season: Ole Miss Football (2018–presente)

### Ex
- Summer House (2006-2007)
- The U (2005-2006)
- UNITE (2012-2013)